# 山西省
山西省，简称晋，中華人民共和國的一個省份，地处黄土高原东翼。山西表里山河，南临黄河，西邻吕梁山，东靠太行山。因在太行山以西，故称山西。省会太原市。省境內春秋時為晉國之地，故簡稱晉。山西地區具有獨特的语言、風俗，省內土地豐足、矿产資源豐富，位處汾河沿岸一帶的晋中盆地一直被稱作华北的「漁米之鄉」。山西历史悠久，临汾一带曾是尧都、大同曾是北魏首都。省会太原曾是赵国、前秦、东魏、北齐、北晋、后唐、后晋、后汉、北汉的都城。省人民政府駐太原市小店区省府街3号。

## 历史

### 石器时代

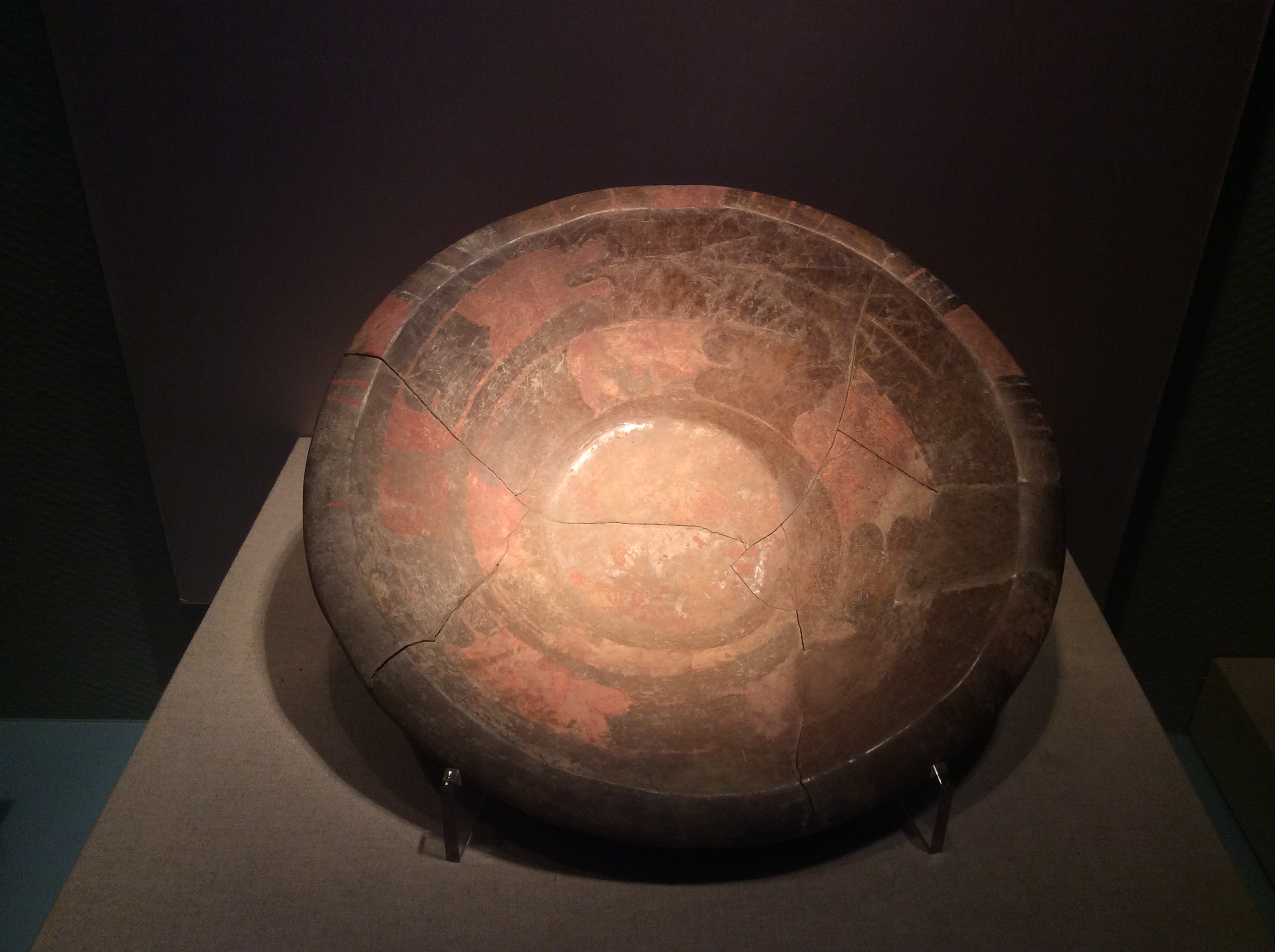
襄汾县陶寺遗址出土的彩绘蟠龙盘，现藏山西博物院。此盘的年代为公元前2100年至2300年。有学者主张陶寺遗址为“中华文明的肇始”

山西是中华民族的发祥地之一，历史悠久，人文荟萃，拥有丰厚的历史文化遗产。迄今为止有文字记载的历史达5千年之久，素有“中国古代文化博物馆”之美称。西河度文化和丁村文化遗址表明,早在旧石器时代就已有了人类在这里繁衍生息。
“女娲补天”的传说发生在山西，中华民族的始祖黄帝、炎帝都曾把山西作为活动的主要地区。西侯度文化和丁村文化遗址表明，在旧石器时代山西已有了人类繁衍生息。传说中的中华民族的始祖黄帝、炎帝都曾把山西作为活动的主要地区。中国史前三大伟人尧、舜、禹，都曾在山西境内建都立业。中国历史上第一个奴隶制国家政权夏朝也建立在山西南部。

### 先秦

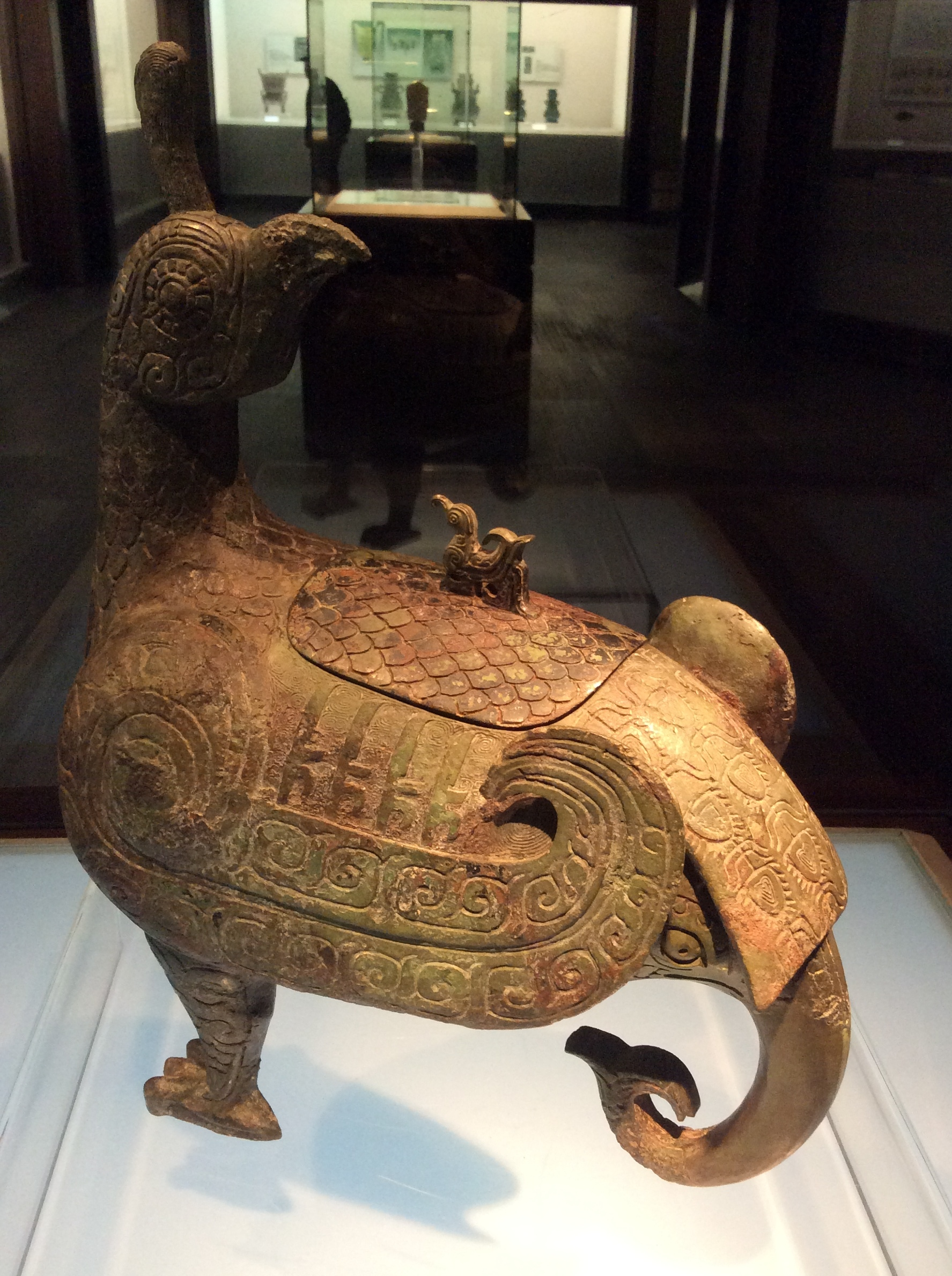
鸟尊，出土于曲沃县北赵村晋侯墓地114号墓。墓主人是第一代晋侯燮父。根据铭文，鸟尊是晋侯宗庙祭祀的礼器

商代，山西南部地区邦国林立，是商的主要统治区。周代，晋国由山西境内崛兴，并逐步扫清了山西境内的诸侯和戎狄势力，晋文公曾为春秋五霸之一。

### 秦汉魏晋

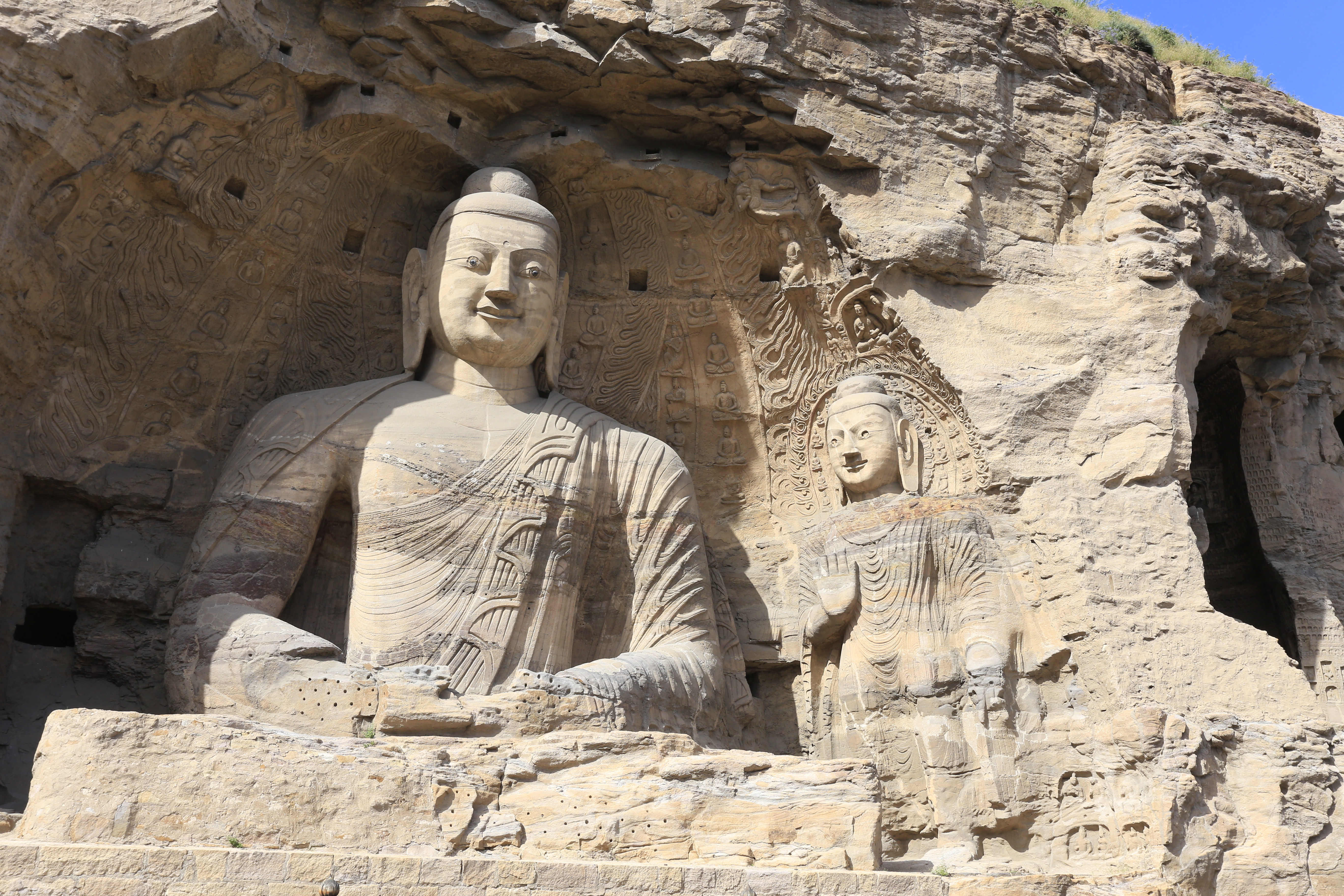
开凿于北魏的大同市云冈石窟

秦、汉、魏、晋时期，山西无论在政治、军事、经济、文化等各个方面，都起着举足轻重的作用。南北朝时期，山西是北朝统治的中心地带，而且北魏曾以平城（今大同）为都，之后的东魏、北齐也曾以晋阳（今太原）为“别都”、“陪都”，这对促进山西的发展起了积极的作用。

### 唐五代
唐太宗李世民起兵太原，建立了大唐王朝，由此，山西被唐太宗认为是“龙兴”之地，一直把山西作为唐帝国的腹臟地区，封太原为唐王朝的“北都”、“北京”。有唐一代，山西一直以其特殊的地位和发达的经济、文化称著于世。到五代十国，山西仍然对中国北方的政治、军事形势，起着决定性的作用。

### 宋辽金元
宋辽时期，山西进一步繁荣，是中国北方经济、文化的主要发达地区。
元代，全国共11个行省，山西与山东、河北，并称为元朝“腹地”，大同、平陽（今临汾）、太原三城则成为黄河流域的著名都会。当时山西商业的发达、经济的繁荣、文化的昌明，曾受到当时来中国旅行的意大利伟大旅行家马可·波罗的盛赞。
元大德七年八月初六（1303年9月17日），洪洞、赵城一带发生8级地震，造成200,000到475,800人死亡，大震后余震数年不止，加之连续三年天旱无收，人民饥寒交迫，流离失所。

### 明清

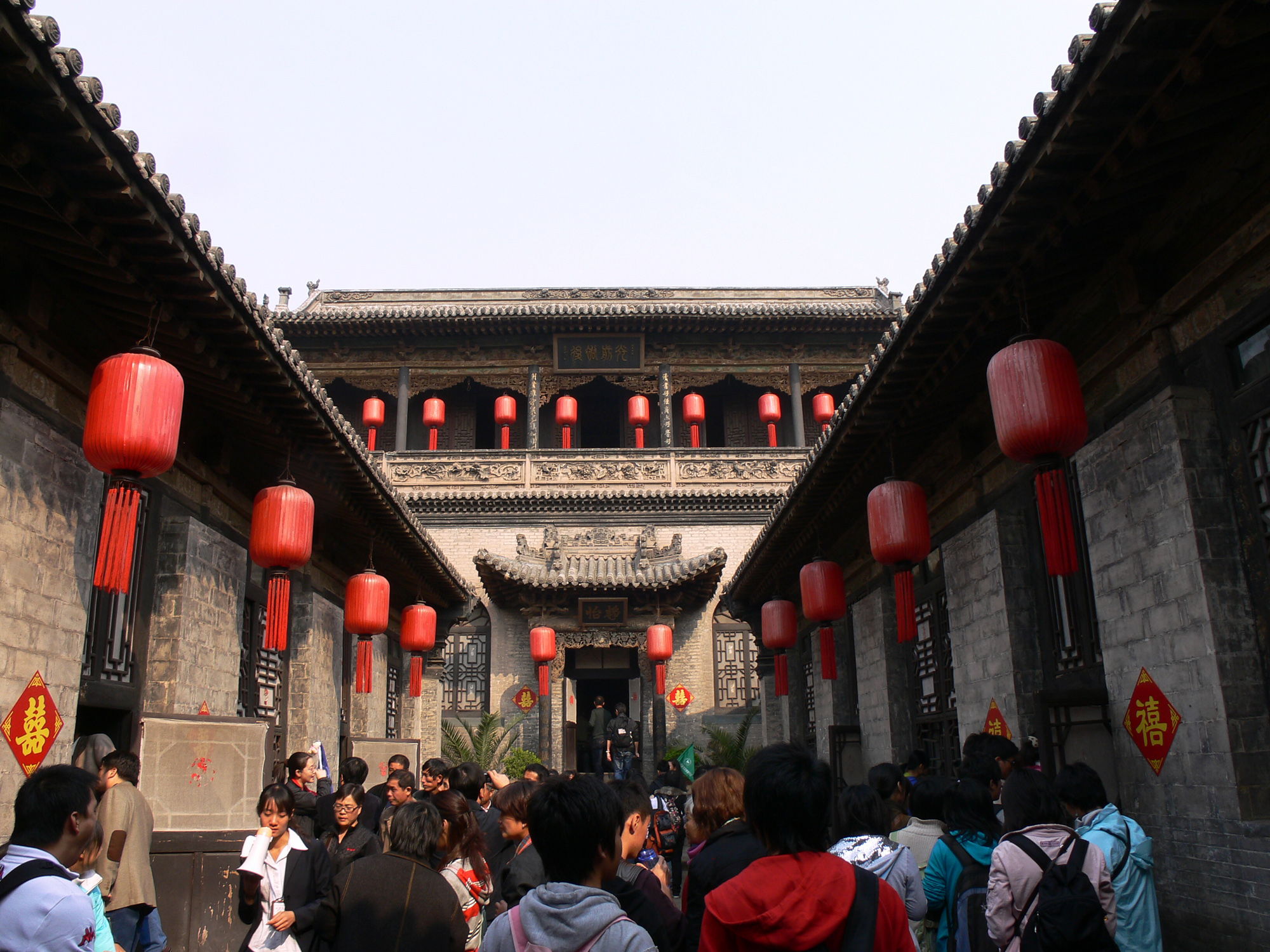
祁县乔家大院始建于清乾隆年间，是晋商豪富乔家的宅院

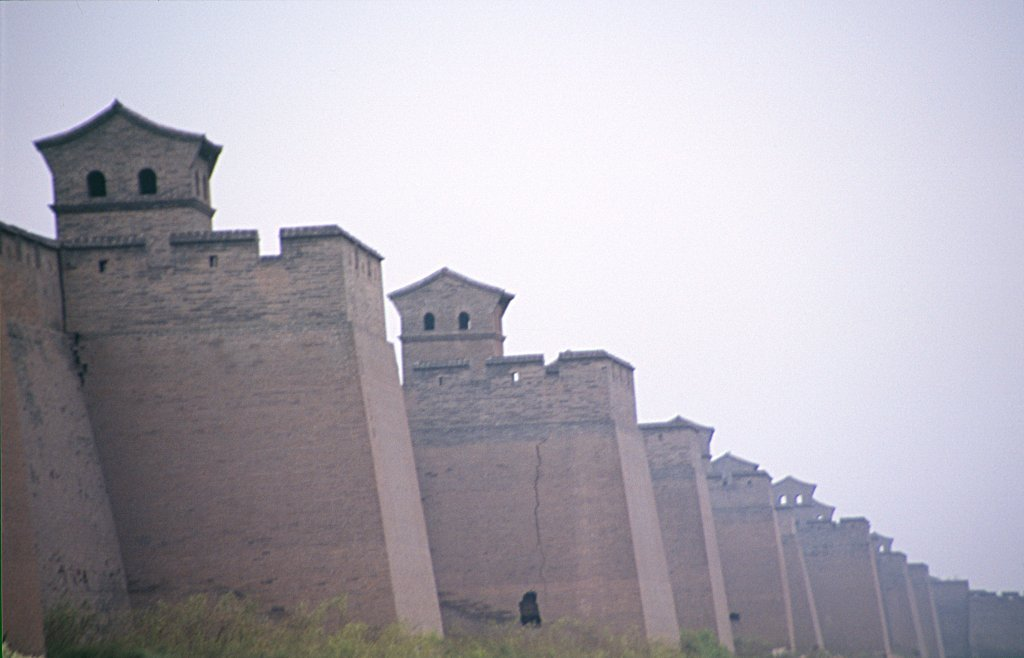
平遙古城牆

明代初期，蒙古残余的北元的政权一直是北部边患，明朝于北境设“九边”驻防。明廷首创开中法，鼓励商人运输粮食至边塞，以换取盐引，以给予贩卖食盐的资格。山西南部有解州盐池，北部联通蒙古，山西商人凭借地利，商业迅猛发展，领全国之先。
明清两朝，晋商十分活跃，威震海内外，其足迹东出日本，北抵沙俄。晋商开通北抵沙俄的“茶叶之路”。清朝中晚期，以“日升昌”为开端的山西票号，逐步形成地跨全国及日俄的金融机构，汇通天下。山西中部盆地的祁县、太谷、平遥一带成为清朝中国的金融中心。
光绪元年至四年（1875-1878年）间多省发生特大旱灾饥荒，其中以山西的灾情最为嚴重，太原府100萬人死95萬。全国總死亡數計950萬-2000萬不等，也就是清朝人口的約2-4%。
1900年义和团运动期间，山西省发生很多针对基督徒和传教士的屠杀事件。中国内地会的刊物记载说，在山西省北部共有15,000到20,000名本地信徒被杀害。其中著名的有太原教案。

### 近当代
1911年10月28日夜，山西同盟会会员、新军标统阎锡山联合姚以阶、黄国梁、温寿泉、赵戴文、南桂馨、乔熙等军官在太原发动起义，击毙山西巡抚陆钟琦、协统谭振德，宣布成立山西军政府，推选阎锡山为都督。按新军起义的顺序，山西省是全国的第五个响应辛亥革命独立的省份。
1917年开始推出“六政三事”（“六政”：水利、种树、蚕桑、禁烟、断辫、天足；“三事”：种棉、造林、牲畜）来发展农业。1927年1月，山西全省通电拥护三民主义，除五色旗，改悬青天白日红旗，名义上加入国民政府，晋绥军编入国民革命军。抗战爆发后，八路军三大主力挺进山西，创立了敌后抗日根据地。工业、交通，特别是军工业发展在当时的中国首屈一指，太原兵工厂和山西火药厂曾与当时全国规模最大的汉阳兵工厂和沈阳兵工厂并列。
1949年4月25日，中国人民解放军攻克山西省会太原，基本占领了山西乃至华北全境。9月，成立了山西省人民政府。

## 地理

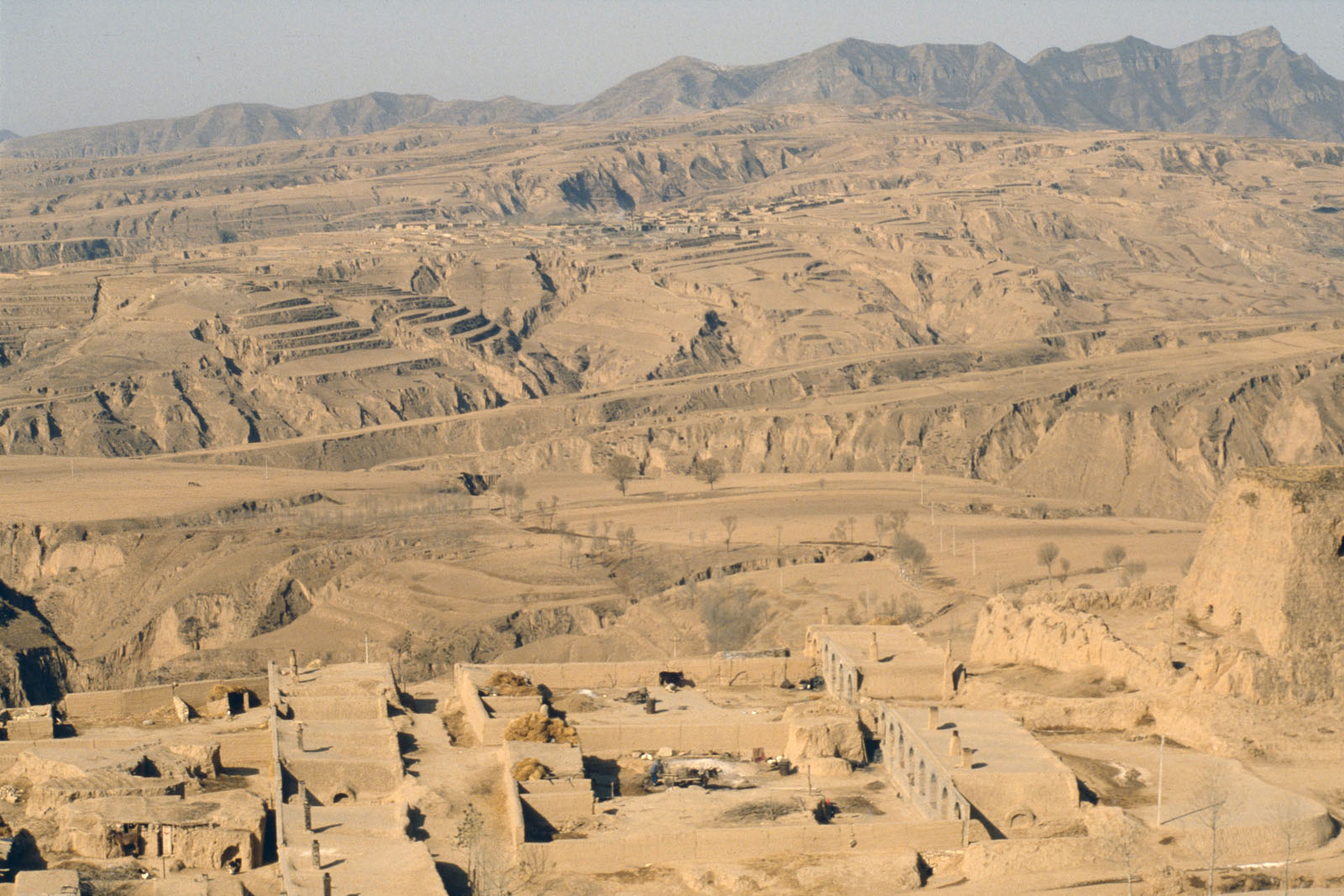
黄土高原地貌，摄于浑源县

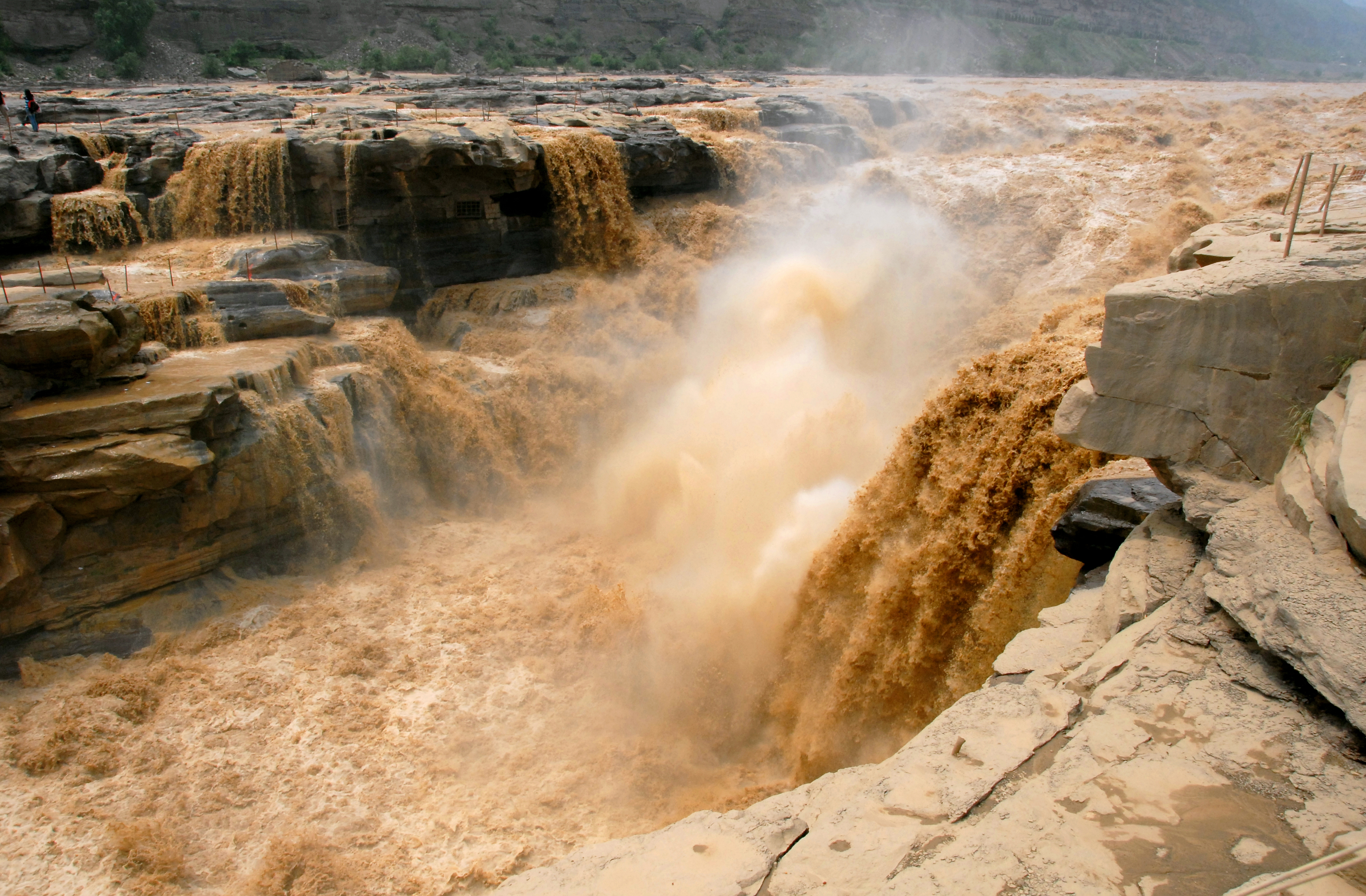
黄河壶口瀑布

### 位置
山西处于中纬度地区。山西坐落于黃土高原東部，有太行山和呂梁山兩座大山，省內最高峰是五臺山，3058米。境内由东北到西南依次分布着大同盆地、忻州盆地、太原盆地、临汾盆地、运城盆地、长治盆地、晋城盆地，阳泉盆地、寿阳盆地、襄垣盆地、黎城盆地等盆地。接邻省区：河北、陕西、河南、内蒙古。

### 气候
山西地处中纬度地带的内陆，在气候类型上属于温带大陆性季风气候。由于太阳辐射、季风环流和下垫面因素影响，山西气候具有四季分明、雨热同步、光照充足、南北气候差异显著、冬夏气温悬殊、昼夜温差大的特点。山西省各地年平均气温介于4.2—14.2℃之间，总体分布趋势为由北向南升高，由盆地向高山降低；全省各地年降水量介于358—621毫米之间，季节分布不均，夏季6—8月降水相对集中，约占全年降水量的60%，且省内降水分布受地形影响较大。

### 地形

五台山北台远眺

山西疆域轮廓呈东北斜向西南的平行四边形，是典型的为黄土广泛覆盖的山地高原，地势东北高西南低。高原内部起伏不平，河谷纵横，地貌类型复杂多样，有山地、丘陵、台地、平原，山多川少，山地、丘陵面积占全省总面积的80.1%，平川、河谷面积占总面积的19.9%。全省大部分地区海拔在1500米以上，最高点为五台山主峰叶斗峰，海拔3061.1米，为华北最高峰。

### 水文
山西属于黄河流域，有汾河、沁河、丹河、涑水河、三川河、昕水河、桑干河、滹沱河、漳河等。

### 资源
- 矿产资源

山西省矿产资源丰富(素有「中國煤海」之稱)，截止2014年底，已发现的矿种达120种，其中，查明资源储量的有62种矿产,保有资源储量居全国前十位的有28种。具有资源优势并在经济社会发展中占有重要地位的矿产有煤、煤层气、铝土矿、铁矿、铜矿、金红石、冶金用白云岩、耐火粘土、熔剂用灰岩等9种，其中，煤炭保有资源储量2689.67亿吨，占全国保有资源储量的17.56%；煤层气剩余经济可采储量为2315.2亿m3，占全国剩余经济可采储量的91.75%；铝土矿保有资源储量14.32亿吨，占全国保有资源储量的34.49%。此外，锰、银、金、石墨、膨润土、高岭岩、石英岩（优质硅石）、含钾岩石、花岗岩、沸石等10种矿产也有着良好的勘查、开发前景。
- 植物资源

山西植物资源丰富，目前已知的维管植物有2700多种，其中，木本植物有463种。山西植被从南到北可分为：南部和东南部是以落叶阔叶林和次生落叶灌丛为主的夏绿阔叶林或针叶阔叶混交林分布区，也是植被类型最多、种类最丰富的地区；中部是以针叶林及中生的落叶灌丛为主、夏绿阔叶林为次分布区，是森林分布面积较大的地区；北部和西北部是温带灌草丛和半干旱草原分布区，森林植被较少，优势植物是长芒草、旱生蒿类和柠条、沙棘等。山西野生植物资源丰富，国家一级保护植物有南方红豆杉，国家二级保护植物有连香树、翅果油树、水曲柳、核桃楸、紫椴等。野生药用植物有1000多种，广泛分布在丘陵山地，比较著名的有党参、黄芪、甘草、连翘等。2013年，山西省森林覆盖率18.03%。
- 动物资源

山西野生动物以陆栖类为主，已知的有439种（含历史记录种）。属于国家重点保护的珍稀动物有71种，其中，一级保护动物有17种：褐马鸡、金雕、朱鹮、白鹳、黑鹳、玉带海雕、白尾海雕、虎头海雕、丹顶鹤、大鸨、胡兀鹫、遗鸥、虎、金钱豹、梅花鹿、原麝、林麝。二级保护动物有54种，包括鸟类42种，两栖类1种，兽类11种。属于省级重点保护的有苍鹭、星头啄木鸟等27种。属于有益的、有重要经济、科学研究价值的野生动物315种。

### 环境问题
山西省空气污染严重。2017年，山西省空气质量综合指数排名中国各省倒数第一，二氧化硫浓度排名榜首。据中华人民共和国生态环境部，2018年169个重点城市空气质量榜后20名的城市中，六座城市来自山西，其中临汾市排名第169位（倒数第一）、太原市排名第163位、晋城市排名第160位、阳泉市排名第156位、运城市排名第155位、晋中市排名第154位。
山西省水污染、水资源破坏问题也很严重。2018年，山西省的58个国家考核地表水断面中，优良水质断面34个，劣五类水质断面13个。汾河、桑干河、滹沱河、漳河、沁河、涑水河、大清河七大河流不同程度干涸、断流。2012年12月31日，山西省潞城市天脊煤化工公司苯胺泄漏流入漳河，威胁下游河北省邯郸市、河南省安阳市等地的水源安全。

### 四至及地理中心
| 方位 | 位置                 | 经纬度                                                |
| ---- | -------------------- | ----------------------------------------------------- |
| 北   | 大同市天镇县新平堡镇 | 40°44′42.8″N 114°07′33.4″E / 40.745222°N 114.125944°E |
| 东   | 大同市灵丘县柳科乡   | 39°34′09.5″N 114°33′55.9″E / 39.569306°N 114.565528°E |
| 南   | 运城市芮城县永乐镇   | 34°35′02.6″N 110°32′05.5″E / 34.584056°N 110.534861°E |
| 西   | 运城市永济市蒲州镇   | 34°53′05.5″N 110°13′10.3″E / 34.884861°N 110.219528°E |
| 中心 | 太原市晋源区姚村镇   | 37°39′52.7″N 112°23′52.4″E / 37.664639°N 112.397889°E |

## 行政区划
山西省现辖11个地级市，下设26个市辖区、11个县级市、80个县；1278个乡级行政区，包括217 街道，631 镇，430 乡。
- 地级市：太原市、大同市、阳泉市、长治市、晋城市、朔州市、晋中市、运城市、忻州市、临汾市、吕梁市

| 山西省行政区划图                                                             | 区划代码   | 区划名称 | 汉语拼音     | 面积 （平方公里） | 常住人口 （2020年末） | 政府驻地 | 县级行政区划 | 县级行政区划 | 县级行政区划 |
| 山西省行政区划图                                                             | 区划代码   | 区划名称 | 汉语拼音     | 面积 （平方公里） | 常住人口 （2020年末） | 政府驻地 | 市辖区       | 县级市       | 县           |
| ---------------------------------------------------------------------------- | ---------- | -------- | ------------ | ----------------- | --------------------- | -------- | ------------ | ------------ | ------------ |
| 太原市 大同市 阳泉市 长治市 晋城市 朔州市 晋中市 运城市 忻州市 临汾市 吕梁市 | 140000     | 山西省   | Shānxī Shěng | 156,697.79        | 34,915,616            | 太原市   | 26           | 11           | 80           |
| 太原市 大同市 阳泉市 长治市 晋城市 朔州市 晋中市 运城市 忻州市 临汾市 吕梁市 | — 地级市 — |          |              |                   |                       |          |              |              |              |
| 太原市 大同市 阳泉市 长治市 晋城市 朔州市 晋中市 运城市 忻州市 临汾市 吕梁市 | 140100     | 太原市   | Tàiyuán Shì  | 6,909.01          | 5,304,061             | 杏花岭区 | 6            | 1            | 3            |
| 太原市 大同市 阳泉市 长治市 晋城市 朔州市 晋中市 运城市 忻州市 临汾市 吕梁市 | 140200     | 大同市   | Dàtóng Shì   | 14,056.40         | 3,105,591             | 平城区   | 4            |              | 6            |
| 太原市 大同市 阳泉市 长治市 晋城市 朔州市 晋中市 运城市 忻州市 临汾市 吕梁市 | 140300     | 阳泉市   | Yángquán Shì | 4,558.93          | 1,318,505             | 城区     | 3            |              | 2            |
| 太原市 大同市 阳泉市 长治市 晋城市 朔州市 晋中市 运城市 忻州市 临汾市 吕梁市 | 140400     | 长治市   | Chángzhì Shì | 13,955.22         | 3,180,884             | 潞州区   | 4            |              | 8            |
| 太原市 大同市 阳泉市 长治市 晋城市 朔州市 晋中市 运城市 忻州市 临汾市 吕梁市 | 140500     | 晋城市   | Jìnchéng Shì | 9,424.87          | 2,194,545             | 城区     | 1            | 1            | 4            |
| 太原市 大同市 阳泉市 长治市 晋城市 朔州市 晋中市 运城市 忻州市 临汾市 吕梁市 | 140600     | 朔州市   | Shuòzhōu Shì | 10,625.39         | 1,593,444             | 朔城区   | 2            | 1            | 3            |
| 太原市 大同市 阳泉市 长治市 晋城市 朔州市 晋中市 运城市 忻州市 临汾市 吕梁市 | 140700     | 晋中市   | Jìnzhōng Shì | 16,391.98         | 3,379,498             | 榆次区   | 2            | 1            | 8            |
| 太原市 大同市 阳泉市 长治市 晋城市 朔州市 晋中市 运城市 忻州市 临汾市 吕梁市 | 140800     | 运城市   | Yùnchéng Shì | 14,182.78         | 4,774,508             | 盐湖区   | 1            | 2            | 10           |
| 太原市 大同市 阳泉市 长治市 晋城市 朔州市 晋中市 运城市 忻州市 临汾市 吕梁市 | 140900     | 忻州市   | Xīnzhōu Shì  | 25,151.55         | 2,689,668             | 忻府区   | 1            | 1            | 12           |
| 太原市 大同市 阳泉市 长治市 晋城市 朔州市 晋中市 运城市 忻州市 临汾市 吕梁市 | 141000     | 临汾市   | Línfén Shì   | 20,302.16         | 3,976,481             | 尧都区   | 1            | 2            | 14           |
| 太原市 大同市 阳泉市 长治市 晋城市 朔州市 晋中市 运城市 忻州市 临汾市 吕梁市 | 141100     | 吕梁市   | Lǚliáng Shì  | 21,139.50         | 3,398,431             | 离石区   | 1            | 2            | 10           |

## 人口

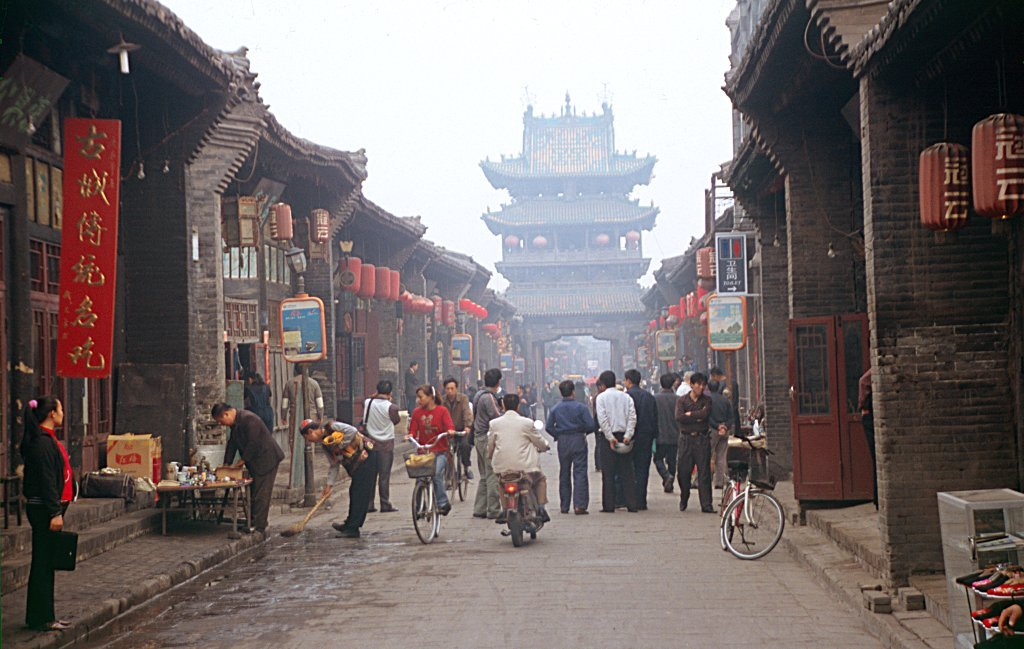
平遥古城

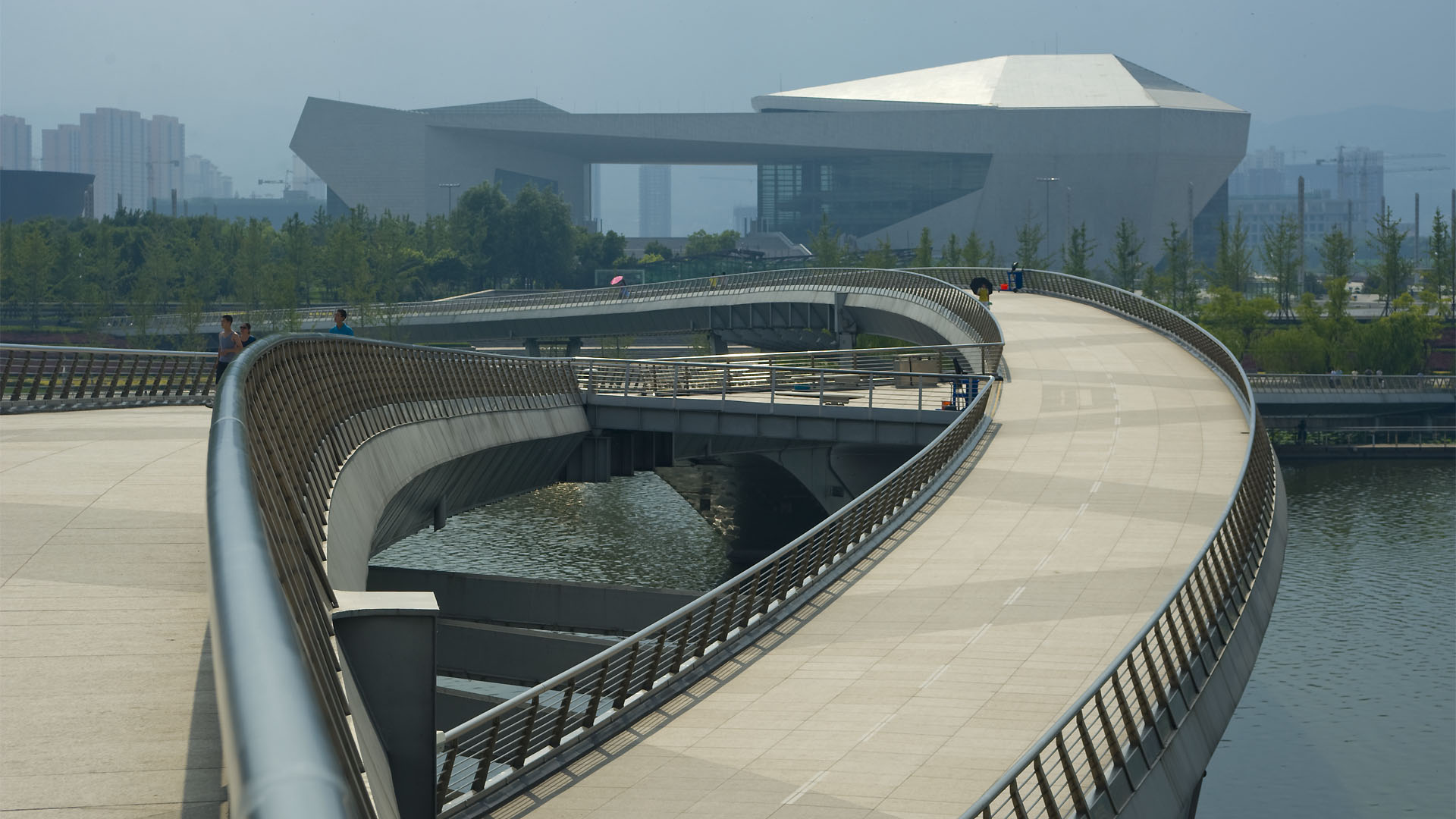
山西大劇院

2022年抽样调查显示山西常住人口为3481.35万人。其中60周岁及以上老年人711.07万人，占比20.43%，其中，65周岁及以上老年人504.05万人，占比14.48%。出生人口23.51万人，出生率为6.75‰；死亡人口26.91万人，死亡率为7.73‰；人口自然增长率为－0.98‰
2020第七次人口普查显示，山西省常住人口34915616人，与2010年第六次全国人口普查相比，十年间减少796495人，减少2.23%，年平均增长率为-0.23%。男性人口为17805148 人，占50.99%；女性人口为17110468人，占49.01%。总人口性别比（以女性为100，男性对女性的比例）为104.06 ，与2010年第六次全国人口普查相比下降1.50。0-14岁人口为5709895人，占16.35%；15-59岁人口为22598696人，占64.73%；60岁及以上人口为6607025人，占18.92%，其中65岁及以上人口为4504674人，占12.90%。全省常住人口中，居住在城镇的人口为21831494人，占62.53%；居住在乡村的人口为13084122人，占37.47%。
| 山西民族分佈（2020） | 山西民族分佈（2020） | 山西民族分佈（2020） |
| 民族                 | 人口數               | 百分比               |
| -------------------- | -------------------- | -------------------- |
| 漢族                 | 34793761             | 99.65％              |
| 回族                 | 60803                | 0.17%                |
| 滿族                 | 17269                | 0.049%               |
| 蒙古族               | 9434                 | 0.027%               |
| 苗族                 | 7507                 | 0.022％              |
| 彝族                 | 5534                 | 0.016％              |
| 土家族               | 4845                 | 0.014％              |

## 宗教
山西宗教
根据山西省宗教事务局2010年的数据，山西省信教群众人数超过160万，其中佛教逾72万、道教约5万、伊斯兰教逾8万、天主教逾22万、基督新教逾52万。其他机构、个人在2007年和2009年進行的調查，山西有15.61％的人口有祖先崇拜，2.17％的人口是基督徒。報告沒有提供其他宗教的統計數字；90.85％的人口無宗教或信奉中國民間宗教、佛教、儒教、道教和伊斯蘭教。

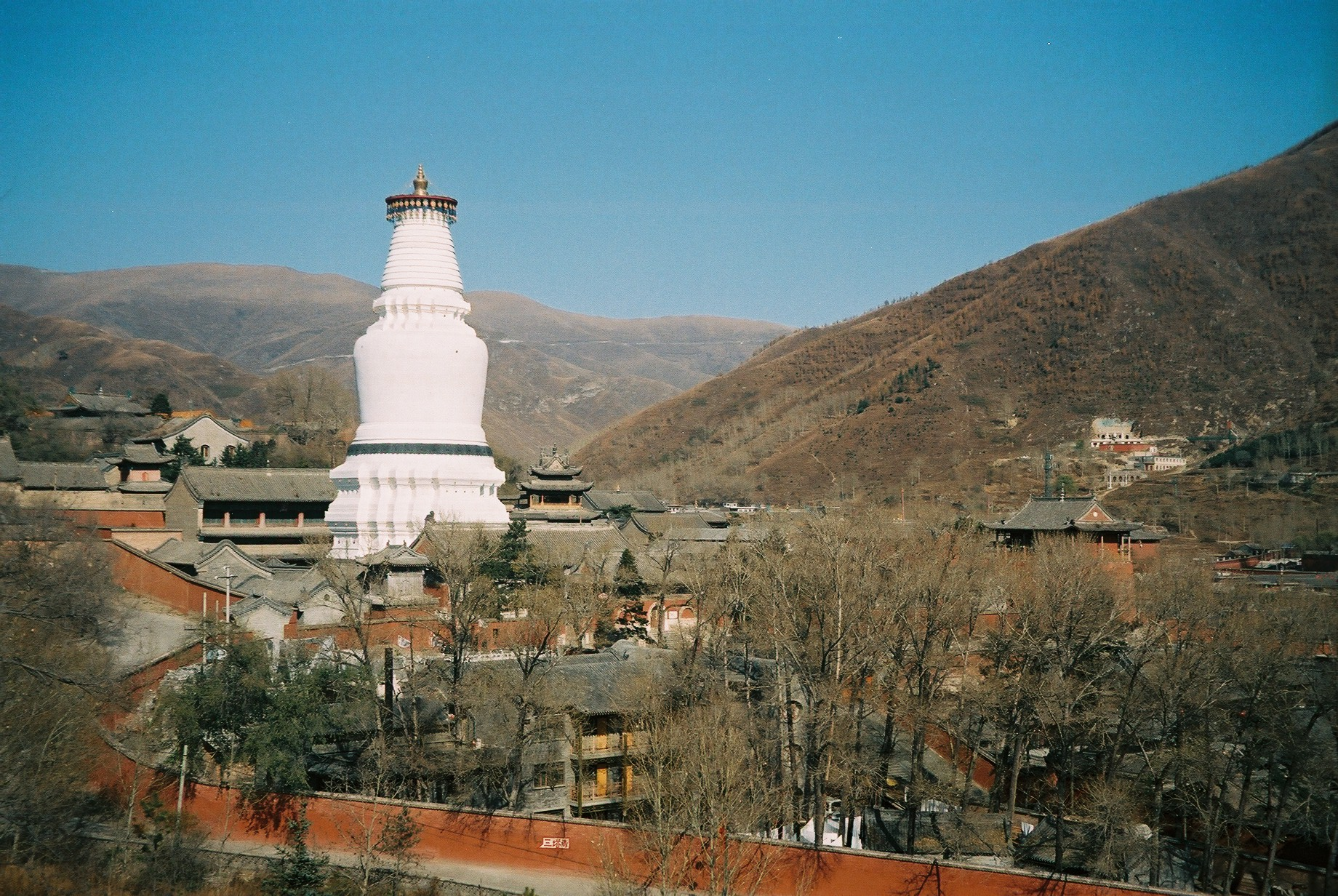
五台山大白塔

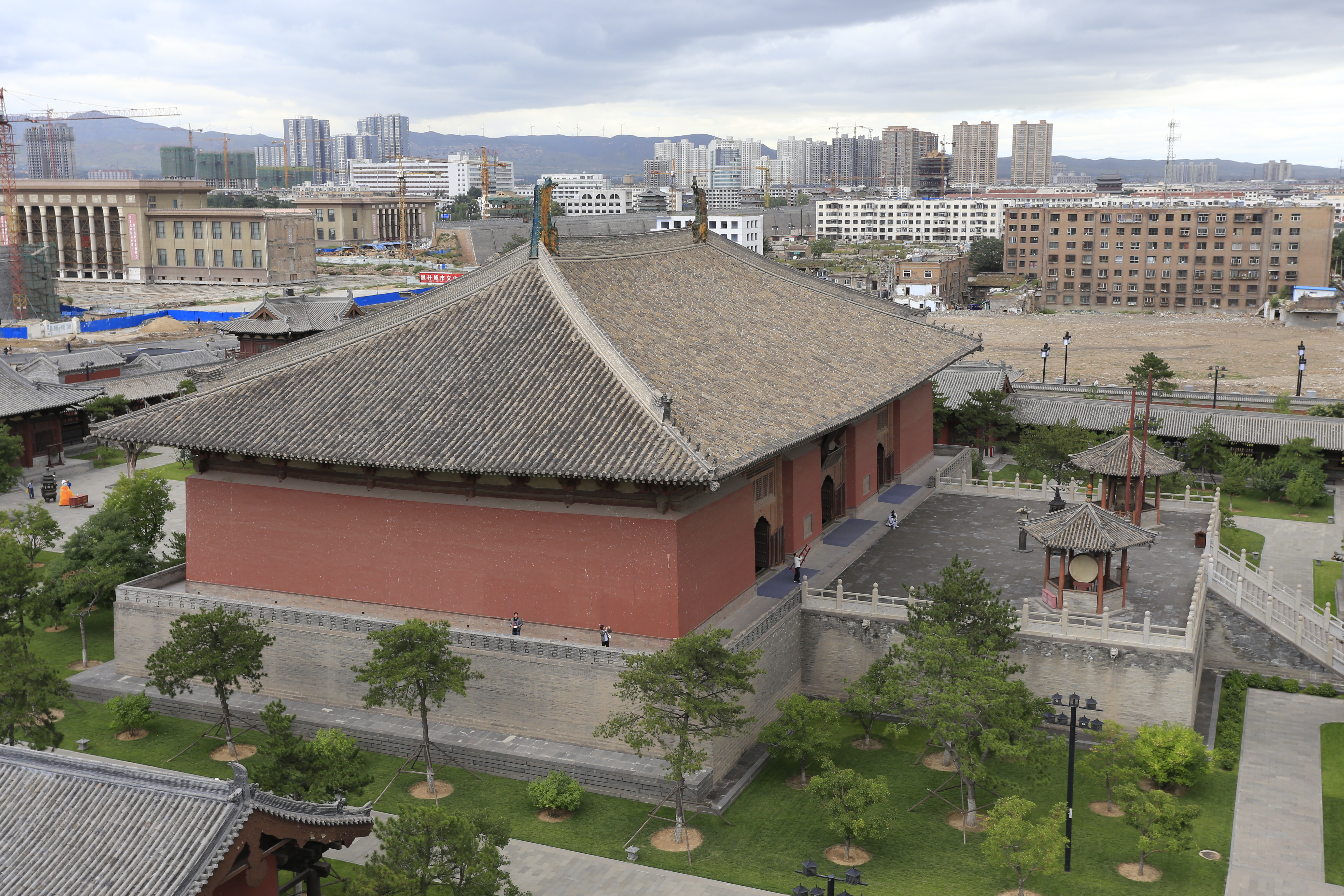
大同市华严寺大雄宝殿是中国最大的两座辽金木构建筑之一

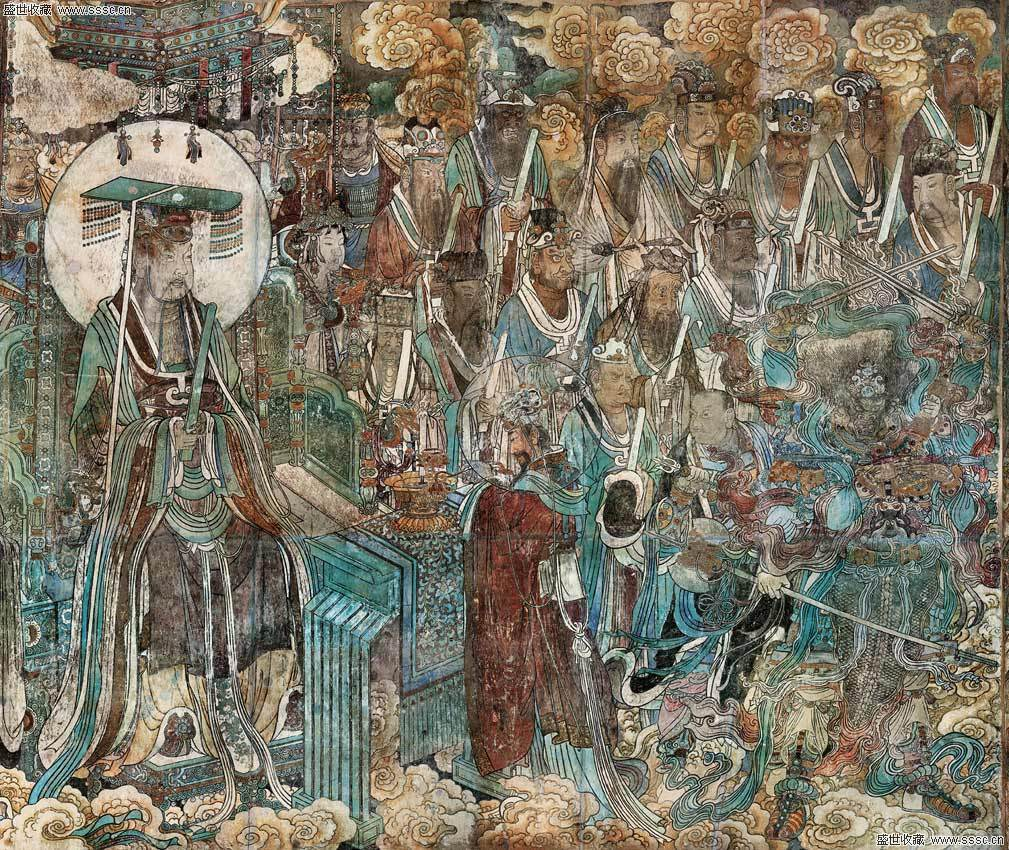
永乐宫壁画

## 经济

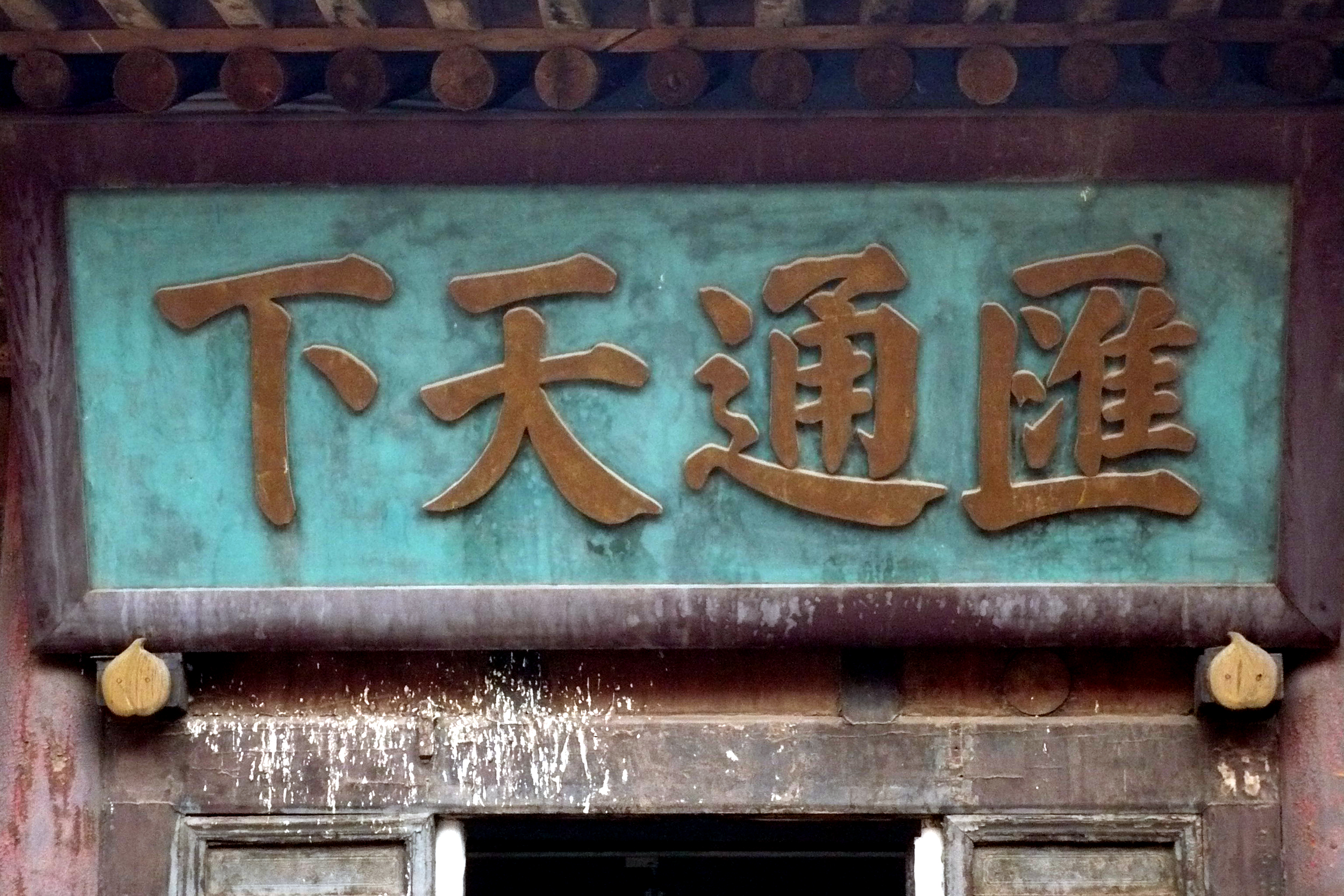
日昇昌匯通天下匾額，晋商鼎盛時期日昇昌票號幾乎壟斷金融

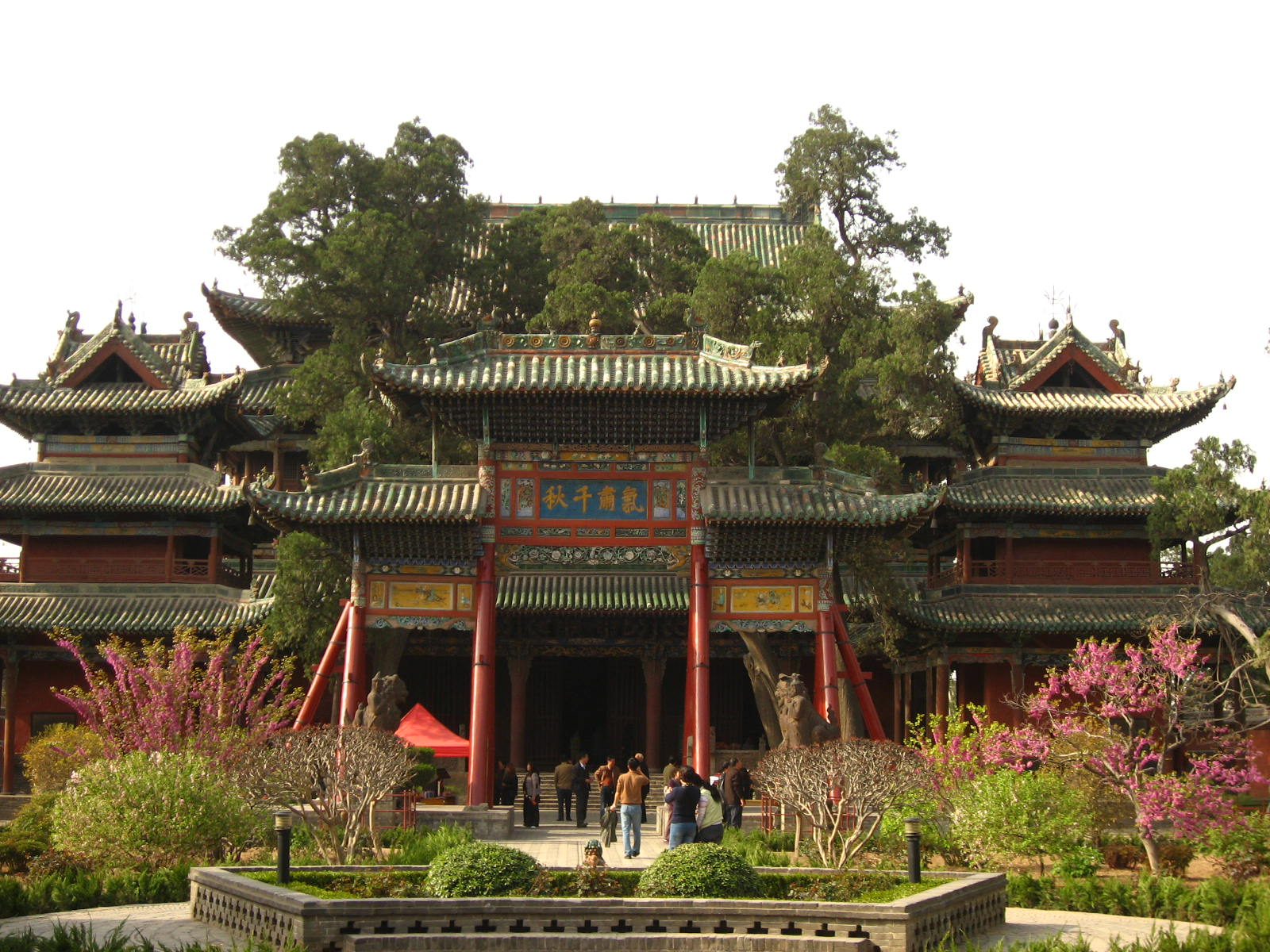
運城解州關帝廟

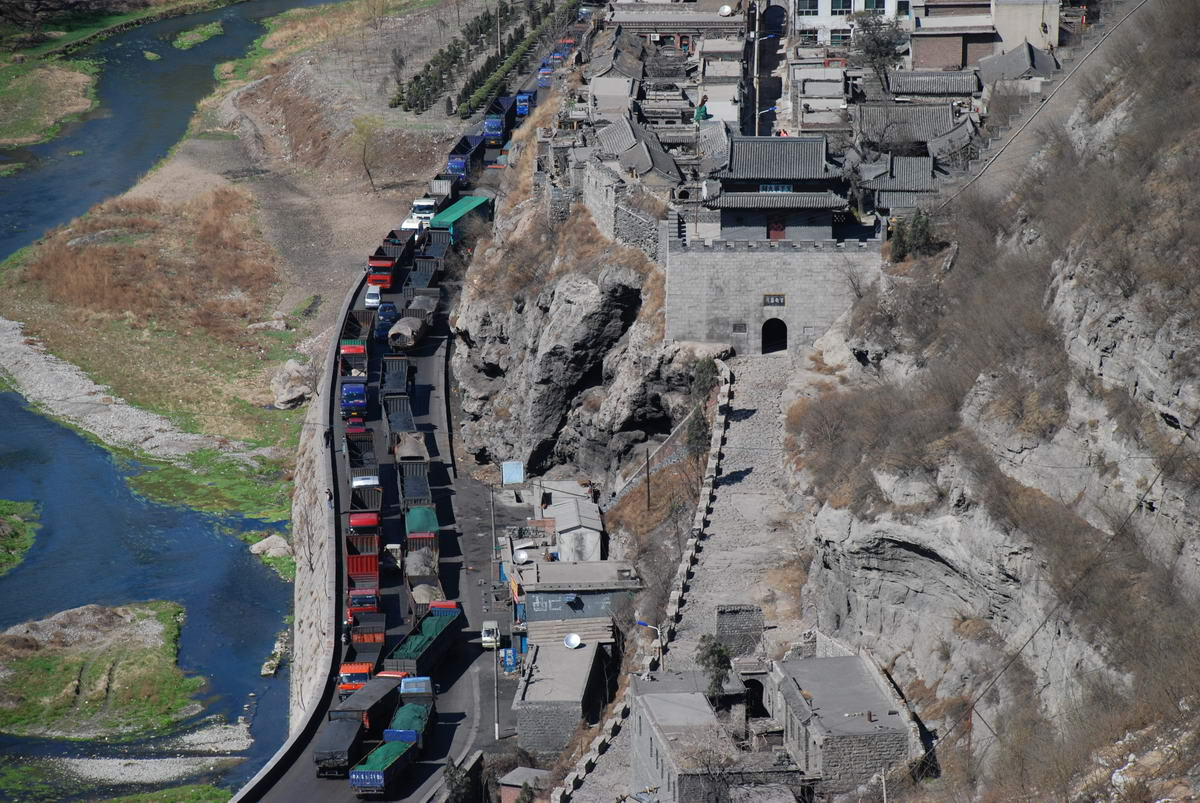
阳泉市娘子关

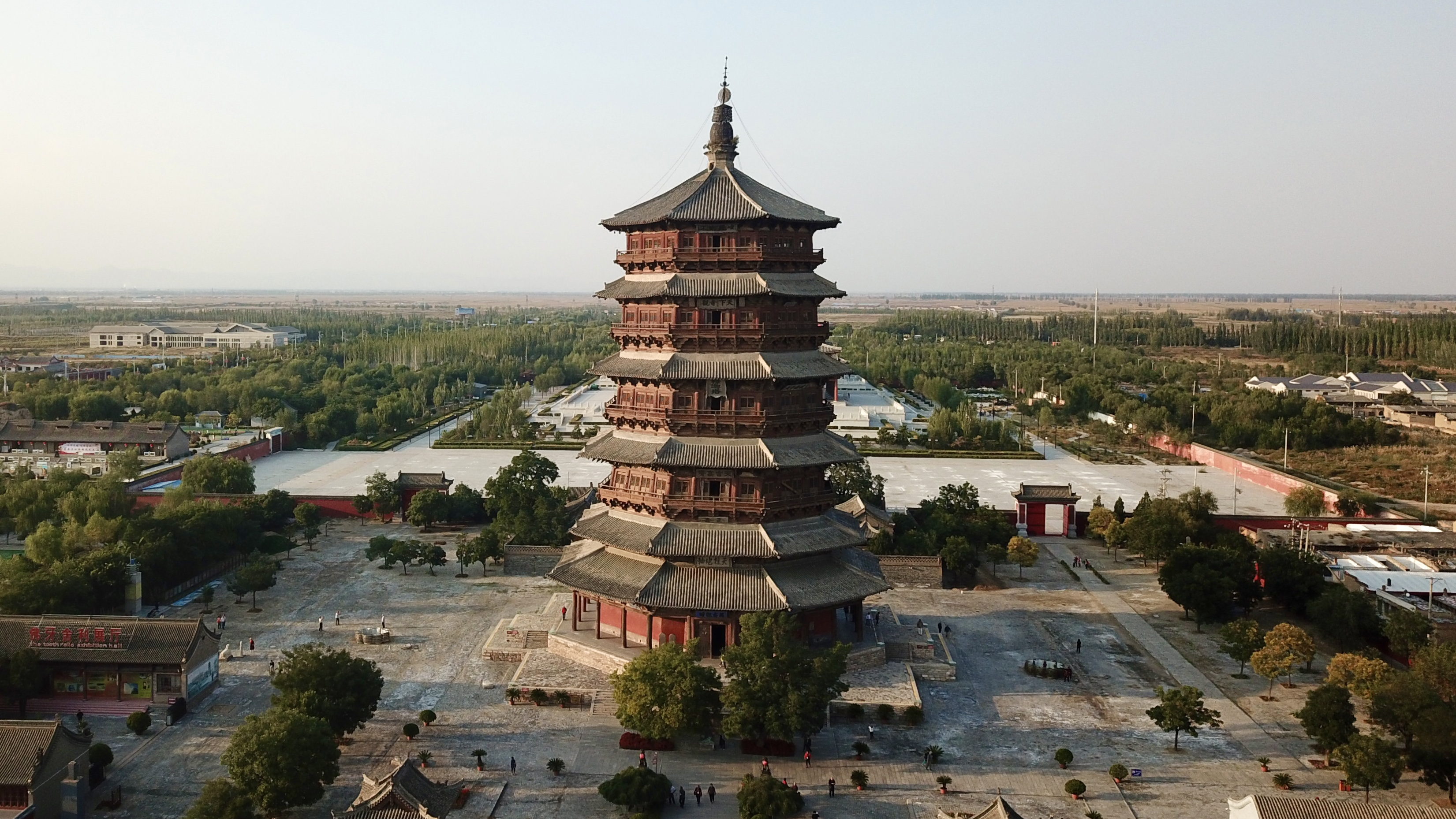
应县佛宫寺释迦塔，又称应县木塔，是世界现存最古老、最高的木塔

明清时晋商是全国著名商帮，势力影响遍及中国及东南亚、日本，更远达俄罗斯、欧洲和印度。19世纪山西票号也风行全中国。晚清山西的商业和金融业在种种压迫下渐趋衰微。
中华人民共和国成立后，受“小三线建设”及“支援内地”之惠，社会经济曾一度快速发展。文革期间集体主义建设突出，曾涌现了像大寨这样的集体主义经济模范。毛泽东为此发出了“农业学大寨”的号召。改革开放后经济转而主要依靠地下丰富的煤炭资源，逐步依托煤发展电力及煤化工，大同、太原等地均有大型煤矿。近些年来，山西正在逐步扭转以资源密集型产业为重点的单一经济模式，努力在高技术，高附加值的相关产业上做文章，并且已经取得了一些成效。
山西是工业经济最为发达的省份和煤炭生产大省。与其他省份的经济发展速度相比，山西属于中等发展速度省份，经济总量居全国中等水平。按绝对数比较，2007年GDP总量为1978年的64.74倍；按可比价格比较（以全国平均物价水平推算），GDP年平均增长率9.5％，低于同期全国9.8％的平均水平，年均增长率次于云南、陕西等13个省市区居全国第十四位。1978年-2008年，山西GDP总量在全国的位次一直在第15位至第21位间轮替，1978年位居全国第15位，1990年居第18位，1995年居第20位，2004年居第16位，2006年开始稳居第18位。GDP总量的发展，1995年突破1千亿元，2007年突破5000亿元。人均GDP的发展，1995年首次突破5千元（全国1995年突破5千元），2003年突破1万元（全国2003年突破1万元），2008年突破2万元（全国2008年突破2万元）。
2007年，山西GDP总量（最终核实数）达到5,696.15亿元，与上年相比增幅达到14.2％，占全国的比重为2.1％；其中第一产业313亿元，占GDP比重为5.49％；第二产业3,394.69亿元，占59.6％；第三产业1,988.46亿元，占34.9％；人均GDP为16,835元，次于黑龙江、新疆等14省市区居第15位。山西的经济结构中，工业在国民经济中占有重大的比重，其中煤炭工业占有重大比重，其著名企业有晋能控股集团、太原钢铁集团、华阳集团、潞安化工集团、太原重型机械、南风化工、中条山有色金属、长治钢铁、经纬纺机、海鑫钢铁、山西焦煤、晋西车轴、漳泽电力、晋煤集团、兰花集团等重工业集团。
根据中国GDP统计结果，2008年，山西GDP总量首次过6千亿元，达到6,938.73亿元，GDP总量居全国第十八位，比上年增长8.3%。其中，第一产业增加值302.48亿元，增长2.5%；第二产业增加值4265.77亿元，增长7.4%；第三产业增加值2370.48亿元，增长10.6%。人均GDP首次突破两万元，达到20398元，按2008年平均汇率计算达到2937美元。

## 文化
山西文化历史悠久，全省共有3处世界文化遗产（平遥古城、云冈石窟、五台山）、6处国家重点风景名胜区、6处国家历史文化名城、7处中国历史文化名镇、23处中国历史文化名村，以及位居中华人民共和国之最、共452处全国重点文物保护单位。

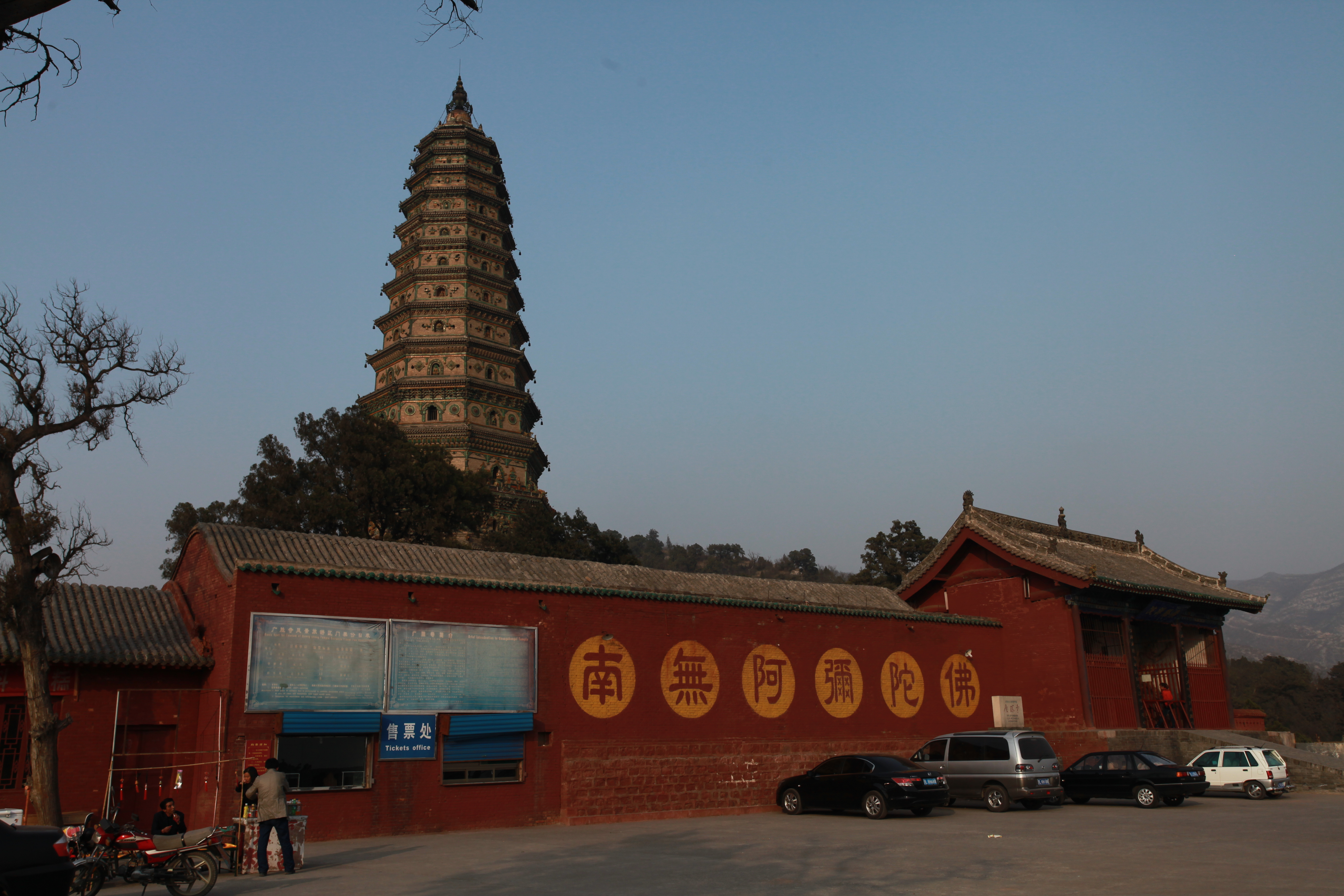
广胜寺飞虹塔

### 古迹与景点
国家重点风景名胜区，有黄河壶口瀑布、五台山、雁门关、恒山、北武当山、王莽岭、析城山、五老峰、云冈石窟、碛口、平遥古城等地。国家历史文化名城有大同、平遥、新绛、代县、祁县、太原。此外还有众多著名山西民居：乔家大院、王家大院、常家庄园、曹家大院、渠家大院、孔祥熙故居等。
此外山西还是佛教与道教盛行，其中有中国佛教四大圣地之一的五台山，此外还有佛光寺、华严寺、应县木塔、双塔寺、恒山悬空寺、解州关帝庙、永济普救寺、卦山天宁寺、芮城永乐宫、平遥双林寺、晋城青莲寺、洪洞广胜寺、太原崇善寺等地。
自然风光中亦有庞泉沟、五鹿山、绵山、灵石红崖峡谷、卦山、五老峰、太行山黄崖洞红色旅游太行山大峡谷、晋城道教名山珏山、陵川王莽岭－锡崖沟、陵川上云台山、北岳恒山、北武当山、黄河壶口瀑布、芦芽山、万年冰洞等地。

### 语言
晉語是現代漢語方言的一種，但語言學家對晉語在漢語口語的諸多種類裡分類的地位尚未達成一致的意見。一些人認為晉語應該歸類成漢語官話的一種，另一些人則認為晉語應在漢語諸多方言中自成一系。位于山西省的各地依方言、地理、饮食、风俗等大致可分为以下幾個區域：
1. 雁北（云州）地区：雁门关以北至与内蒙古自治区及河北省张家口市相接的一带地区(大同市以及朔州市的东部)，方言基本上属于晋语大包片，方言民俗等与内蒙古中部及张家口一带接近。
2. 北路地区：大致上是忻州市及朔州市西部，方言主要是晋语五台片。
3. 太原盆地（晋中盆地）：主要包含太原市、晋中市西部、吕梁市东部平川地区，方言主要是晋语并州片。
4. 吕梁山地区：吕梁山穿过的吕梁市西部以及临汾市西北部的山区，方言主要属于晋语吕梁片。
5. 东山地区：阳泉市以及晋中市的东部，长治市北部一带的山区，方言一般划分为晋语大包片或上党片，不过一般认为其方言民俗等与太原盆地地区较接近。
6. 晋东南（上党）地区：太行山南麓的长治市、晋城市，方言主要属于晋语上党片、邯新片和中原官话汾河片。
7. 晋南（河东）地区：运城市以及临汾市大部的地区，方言主要是中原官话汾河片。

山西南部的运城、晋城、临汾方言及民俗等与邻近的河南省西部、北部以及陕西省的关中地区接近，而与省内其他地区相差较大。

### 文苑
山西盛行戏曲，其中包括有晋剧又名中路梆子、蒲剧、上党梆子、北路梆子、道情、碗碗腔、皮影戏、祁太秧歌等。此外还有武术形意拳等。

### 饮食

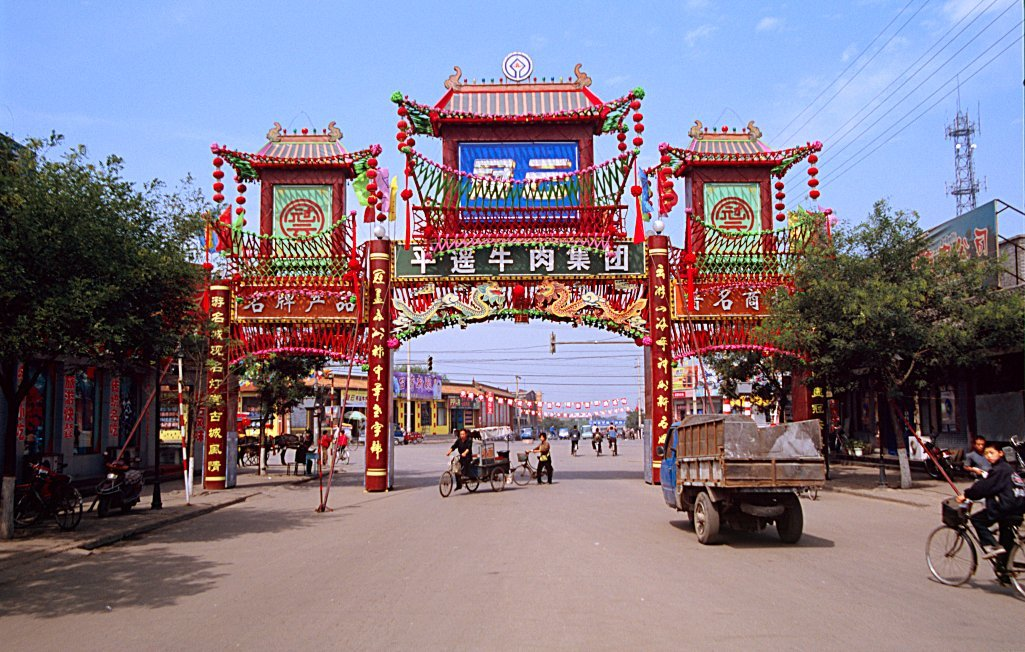
平遥牛肉集團大牌樓

很多山西人习惯食用面食，山西面食也为其主要饮食方式及内容，其中根据面料及做工有更细的类别。包括莜面栲栳栳、刀削面、剔羹、擦羹、抿羹、猫耳朵、烧卖、沾片子、长子炒饼、晋城卤面等。此外，为人熟知的一些小吃也盛行于三晋大地，其中包括灌肠、傅山头脑、 平遥牛肉、上党驴油火烧、潞城驴肉甩饼、壶关羊汤、长子猪头肉、晋城炒凉粉儿。除了面食外，贡米沁州黄小米也深受欢迎。
山西人在饮食中习惯添加陈醋，其中山西老陈醋最为著名。酒方面，汾酒和竹叶青最为著名，此外还有清徐、太谷等地的葡萄酒质量也属上乘。

## 交通

### 航空
- 太原武宿国际机场：国内省会级、干线机场，是北京首都国际机场的备降机场、山西省最大的航空口岸，场区占地面积为8831亩。
- 大同云冈国际机场
- 运城盐湖国际机场
- 临汾尧都机场
- 忻州五台山机场
- 长治王村机场
- 呂梁大武机场

### 铁路
在山西省，太中银铁路、同蒲铁路等在内的多条铁路干线汇集于此。特等站有太原站、大同站；太原南站现为一等站，也是省内第一大高铁站，未来将建成华北第二大综合交通枢纽，此外大同南站为省内第二大高铁站。太原东站是山西最大货运枢纽、太原北站是华北地区最大货运枢纽、汾河站、晋祠站、太原西站等为市内环城铁路枢纽。太原地铁也正在建设，太原地铁二号线一期于2020年12月通车，一号线于2025年2月通车。
山西省主要铁路干线有京包铁路、同蒲铁路、大秦铁路、大准铁路、韩原铁路等。
高速铁路网快速发展，已建成通车的高速铁路有大西高速铁路（大同至西安）、大张客运专线（大同至张家口）、郑太高速铁路（郑州至太原）与乌大高速铁路（乌兰察布至大同）。建设中的有：雄忻高速铁路（忻州至河北雄安新区）。

### 公路
太原市是山西省的交通枢纽，城区的路网结构以网状为主，最外为太原环城高速公路。其境内的公路长度达7,317千米（4,547英里），高速公路长度达288千米（179英里）。不过桥梁较少，在约2012年时太原市的桥梁长度仅有17千米（11英里），后来经过扩建，截至2014年10月20日，桥梁长度达到约80千米（50英里），归市政部门管辖的桥梁达到177座。
与此相应，太原市也有诸多的汽车客运站连接到周边城市，其中以太原市新西客站为最大，它也是华北地区最大的汽车客运站。太原公交服务由太原市公共交通公司提供，是较为重要的市民出行工具之一。出租车数量多年来维持在8000辆左右未有变化，因此随著城市扩张而渐渐不敷使用。此外太原市的民用汽车数量也在不断增加，截至2014年，已经达到接近90万辆，其中属于个人的将近75万。
大同市有208国道、209国道、108国道、109国道，已建成宣大高速公路、大运高速公路、得大高速公路、绕城高速公路、呼大高速公路，规划中有石大等高速公路。

## 教育
主要高校有山西大学、太原理工大学、山西农业大学、中北大学、山西财经大学、山西医科大学、山西师范大学、太原科技大学等。高校多集中于省会太原市与晋中市山西高校教育园区。山西大学历史悠久，始创于1902年。太原理工大学前身为国立山西大学堂西学专斋，现今是山西省唯一一所入选211工程的高校。

## 友好省州

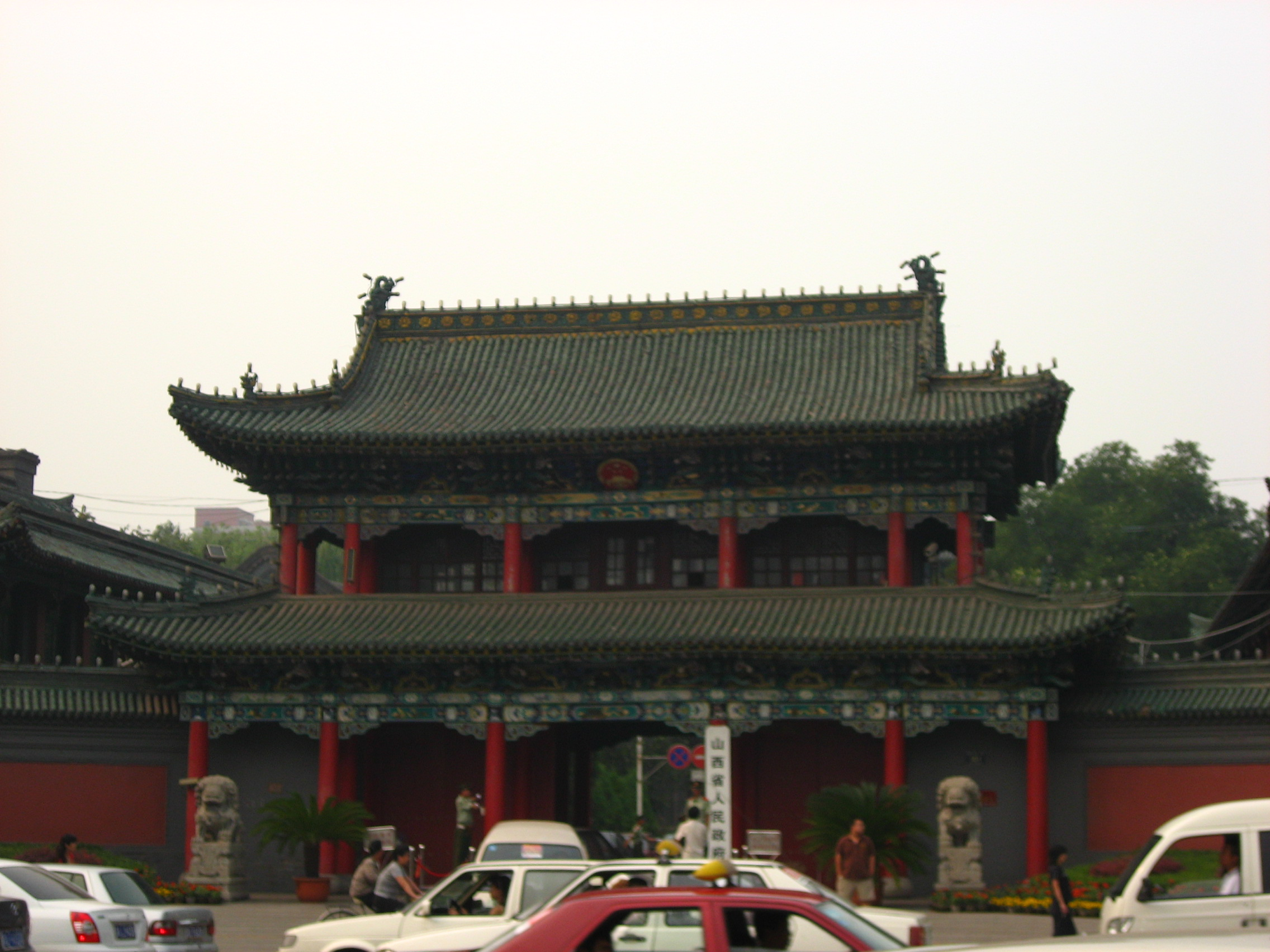
位于省会太原市的督军府旧址

- 俄羅斯乌里扬诺夫斯克州
- 羅馬尼亞穆列什县
- 乌拉圭卡内洛内斯省
- 義大利阿布鲁佐大区
- 英国德比郡
- 美国田纳西州
- 美国爱达荷州
- 日本埼玉县
- 德国北威州

## 延伸阅读
[在维基数据编辑]
 《欽定古今圖書集成·方輿彙編·職方典·山西總部》，出自陈梦雷《古今圖書集成》
Template:黄河沿岸